# Willet G. Miller Medal
Die Willet G. Miller Medal (deutsch „Willet-G.-Miller-Medaille“) ist ein Preis für Geowissenschaften der Royal Society of Canada. Sie wurde 1941 in Andenken an Willet Green Miller (1867–1925) gestiftet. Miller war Geologe, Fellow der Royal Society of Canada (FRSC) und spielte eine wichtige Rolle in der Entwicklung der Bergbauindustrie in Ontario. Mit der Auszeichnung ist eine goldüberzogene Silbermedaille verbunden. Sie wird in der Regel alle zwei Jahre verliehen.

## Preisträger
- 1943 – Norman Levi Bowen
- 1945 – Morley E. Wilson
- 1947 – Frank McLearn
- 1949 – Hardy V. Ellsworth
- 1951 – James Edwin Hawley
- 1953 – Clifford H. Stockwell
- 1955 – John Tuzo Wilson
- 1957 – James E. Gill
- 1959 – Loris S. Russell
- 1961 – William H. White
- 1963 – Leonard G. Berry
- 1965 – R. J. W. Douglas
- 1967 – Robert E. Folinsbee
- 1969 – J. A. Jeletzky
- 1971 – Robert W. Boyle
- 1973 – Raymond Thorsteinsson
- 1975 – J. Ross Mackay
- 1977 – Allan M. Goodwin
- 1979 – Edward T. Tozer
- 1981 – Denis M. Shaw
- 1983 – Donald F. Stott
- 1985 – William S. Fyfe
- 1987 – Harold Williams
- 1989 – William H. Mathews
- 1991 – Jan Veizer
- 1993 – Frank C. Hawthorne
- 1995 – Hans J. Hofmann
- 1997 – Paul F. Hoffman
- 1999 – Robert Kerrich
- 2001 – Robert L. Carroll
- 2003 – Roger H. Mitchell
- 2005 – Kurt Kyser
- 2007 – Frederick John Longstaffe
- 2009 – R. Paul Young
- 2011 – Anthony E. Williams-Jones
- 2015 – Michael Dence, Lawrence Mysak[1]
- 2016 – Anne de Vernal
- 2018 – Ann Gargett, Raymond A. Price
- 2020 – Alfonso Mucci, Barbara Sherwood Lollar
- 2022 – Donald Bruce Dingwell, Kimberly Strong